# Centreville Bank Stadium
Le Centreville Bank Stadium est un stade omnisports (servant principalement pour le soccer et le rugby à XV) de 10 500 places assises, situé à Pawtucket, au Rhode Island. Il est inauguré le 3 mai 2025. Il fut construit entre 2022 et 2025 pour un montant de 132 millions de dollars.
Il accueille les rencontres du Rhode Island FC (club de soccer évoluant en USL Championship), ainsi que des matchs des Banshees de Boston (club de rugby à XV féminin évoluant en Women's Elite Rugby).
Il est le premier stade de soccer entièrement électrique aux États-Unis,. Il est également devenu le stade de soccer de ligue mineure le plus cher du pays.

## Histoire

### Projet de construction
La gouverneure de Rhode Island, Gina Raimondo, et le maire de Pawtucket, Don Grebien (d)  ont annoncé un projet de construction d'un stade ― conçu pour le soccer ― situé sur la rive ouest de la rivière Seekonk (en) le 2 décembre 2019. Le stade proposé comptera environ 7 500 places et sera financé par le secteur privé pour 45 millions de dollars,. Il est la pièce maîtresse d'un grand projet de développement — appelé « Tidewater Landing » — visant à développer le front de mer et à créer un nouveau quartier à usage mixte pour un coût total d'environ 400 millions de dollars,.
Le développement proposé est le fruit d'un partenariat public-privé entre la ville, l'État et la société Fortuitous Partners. La société deviendra propriétaire du nouveau stade. Le stade devrait être achevé en 2022,. Le projet du nouveau stade est entravé par des problèmes liés au site, des niveaux dangereux de toxines ayant été trouvés dans le sol provenant de déchets industriels. Toutefois, en octobre 2022, les déchets contaminés sont éliminés. 
Le projet de construction pour le stade a été suspendu pendant près de deux ans en raison de la pandémie. Le 5 février 2021, le conseil d'administration de la Rhode Island Commerce Corporation a approuvé un plan de financement pour le projet de développement Tidewater Landing. Le stade aura une capacité de 7 500 places assises, pouvant se porter au total à 11 000 places. Fortuitous Partners est également exonéré de 20 ans d'impôts fonciers. Puis, les plans ont changé, sa sera un stade de 11 000 places dans la première phase et 15 000 places dans une future expansion. Les coûts sont également passés de 45 à 84 millions de dollars,. 
Le projet a lentement évolué en raison de l’inflation et des retards dans la chaîne d’approvisionnement causés par le Covid-19, et les coûts ont augmenté par rapport aux prévisions initiales,. Les coûts du stade ont augmenté de 41 millions de dollars. Le gouverneur de Rhode Island, Dan McKee, a émis le vote décisif lors d'une réunion de la Rhode Island Commerce Corporation le 25 juillet 2022, pour fournir un financement,. Ils ont annoncé un financement public de 45,5 millions de dollars pour le stade.
Au début de l'année 2024, tous les fonds nécessaires à la construction du stade sont réunis, principalement sous la forme d'obligations devant être remboursées sur trente ans, pour un coût total d'environ 54 millions de dollars.

### Travaux

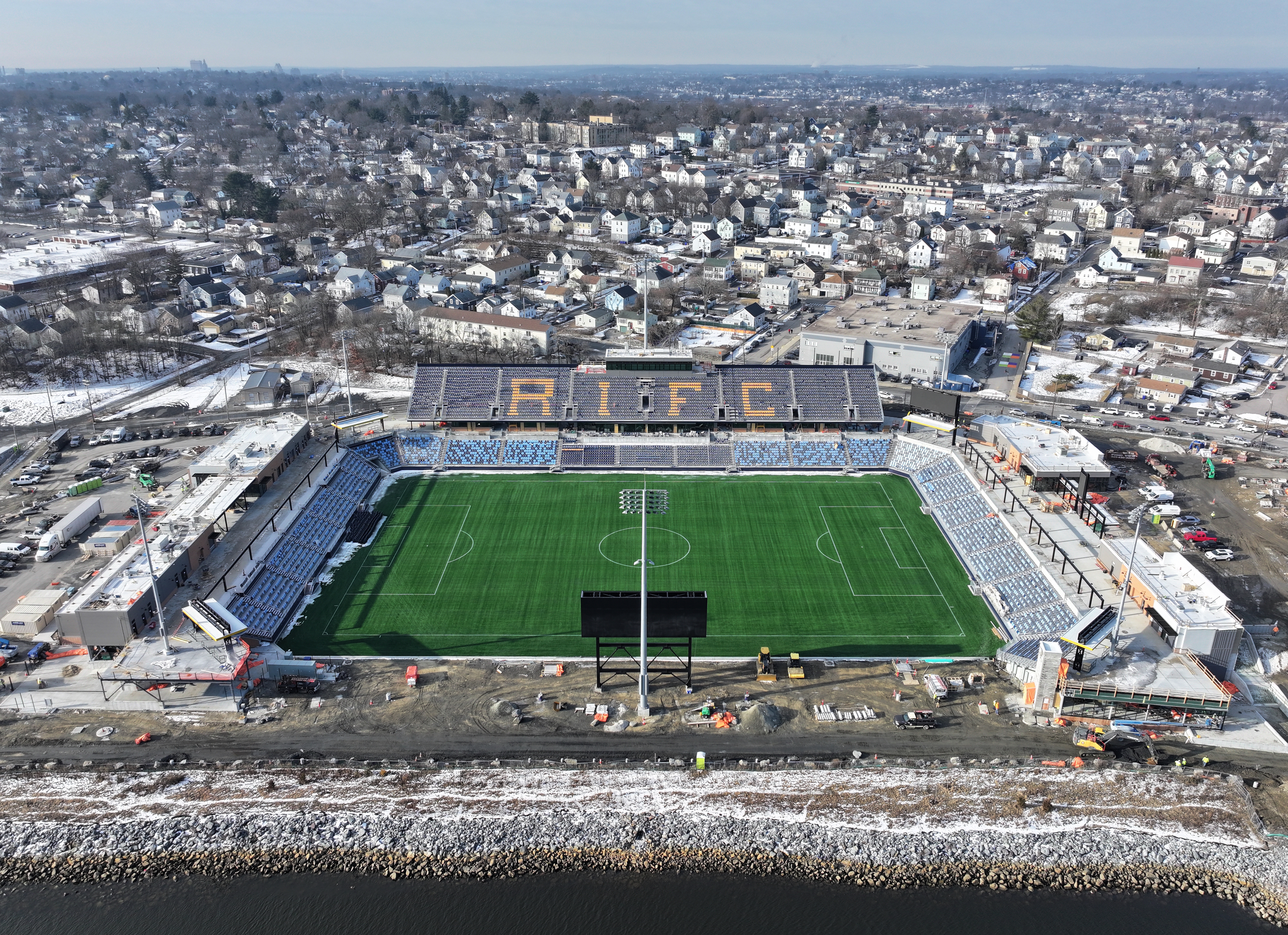
Chantier en février 2025.

Le Stadium at Tidewater Landing est conçu par Odell (en), en collaboration avec JCJ Architecture. Dimeo Construction est embauché comme maître d'œuvre.
La cérémonie d'inauguration des travaux du nouveau stade a lieu le 12 août 2022, en présence du gouverneur de l'État, Dan McKee et du maire de Pawtucket, Don Grebien (d) . La construction du stade doit se terminer en 2024,. La construction de ses fondations a commencé en novembre 2022. Tout s'est arrêté à l'été 2023, en raison d'un manque de financement,,. Les travaux en repris en août,. 
Cependant, le club joue ses matchs au Beirne Stadium (en) lors de leur saison inaugurale (en) en USL Championship, en raison des retards dans les travaux. Les travaux ont pris un an de retard.
Le 14 juin 2024, la franchise organise un événement historique ― l'installation de la dernière poutre en acier. L'installation des sièges a commencé fin septembre 2024. Puis, en décembre, l'installation des sièges, du système audio et des panneaux vidéo sont achevés et les ouvriers commencent à déployer la pelouse artificielle. Puis, le Rhode Island FC a effectué sa première séance d'entraînement au Stadium at Tidewater Landing le 4 mars 2025. L'éclairage du terrain du stade s'est allumé pour la première fois le 24 avril. Puis, le club a organisé une journée portes ouvertes quelques jours plus tard.
Le coût complet du stade est de 132 millions de dollars. L'agence de presse Bloomberg News qualifie le coût des obligations de « stupéfiant »,. La capacité du stade est de 10 500 sièges et dispose de 9 loges.

### Nom
Auparavant appelée « Stadium at Tidewater Landing » pendant sa phase de construction,. Le 8 avril 2025, la Centreville Bank (en) et le Rhode Island FC ont annoncé un accord de droits de dénomination « à long terme » pour le nouveau stade. Le stade est baptisé « Centreville Bank Stadium ». Le montant et la durée du naming n'ont pas été dévoilés.

### Rencontre inaugurale
Le Rhode Island FC annonce le 19 décembre 2024 que la rencontre inaugurale du nouveau stade va se dérouler le 3 mai 2025, contre San Antonio FC, à l'occasion d'une rencontre de USL Championship. RIPTA (en) assurera un service de navette gratuit pour les supporters les jours des matchs, reliant divers parkings de Pawtucket au parc Ivan Perez.
Le premier match officiel a lieu le samedi 3 mai 2025 lors d'une rencontre de USL Championship entre le Rhode Island FC et le San Antonio FC, devant 10 700 personnes. Le match se solde par un match nul et vierge (0-0),. Koke Vegas (en) se distingue en réalisant plusieurs arrêts décisifs durant le match,.

## Utilisation du stade

### Rhode Island FC
Le stade accueille le Rhode Island FC, franchise de soccer évoluant en USL Championship.
Le 7 mai 2025, le Rhode Island FC perd pour la première fois au Centreville Bank Stadium face au Revolution de la Nouvelle-Angleterre — lors du quatrième tour de la U.S. Open Cup (en). Le match se joue devant 9 539 spectateurs. Les Revs s'imposent sur le score de deux buts à un. Ainsi, le tout premier joueur à avoir marqué dans cette enceinte est Tomás Chancalay et Maxi Rodriguez (en) marque le premier but de Rhode Island en seconde mi-temps.
Le 14 juin 2025, le Rhode Island FC remporte sa première victoire en son nouvel antre contre la North Carolina FC. Cette victoire met fin à une série de trois défaites consécutives. Le record d'affluence du stade est battu le 5 juillet lors de la réception du Legion de Birmingham avec 10 734 spectateurs.

### Banshees de Boston
Le 19 février 2025, le Rhode Island FC annonce que le Stadium at Tidewater Landing accueillera les trois derniers matchs de la saison régulière des Banshees de Boston ― qui évoluent en Women's Elite Rugby.
Les Banshees de Boston disputent leur premier match dans le nouveau stade le 4 mai 2025, contre l'Onyx de Denver, à l'occasion d'une rencontre de la Women's Elite Rugby. Le score final est soldé par une défaite sur le score de 7-25 et le premier essai est marqué par Kaitlyn Broughton,. Le 17 mai, les Banshees remportent leur première victoire au Centreville Bank Stadium face au Tempest de Chicago,.

### Événements sportifs
Le 23 avril 2025, la Major League Rugby annonce que le nouveau stade est retenu pour accueillir la finale des séries éliminatoires, pour conclure la saison 2025 (en). Le 28 juin, les Free Jacks de la Nouvelle-Angleterre remportent pour la troisième fois consécutive le titre après une victoire face aux SaberCats de Houston, devant 5 702 spectateurs,. Les Free Jacks marquent l'histoire du rugby américain, en devenant le première franchise de la Major League Rugby à remporter le championnat trois fois de suite.
Le 5 mai 2025,  Your ID annonce la tenue à Pawtucket d'un match amical entre Porto Rico et le Nicaragua le 1er juin,. La rencontre se solde par un match nul 1-1,  Bancy Hernández (es) (60e minute) répondant à l'ouverture du score de Darren Ríos (en) (10e minute),.

## Galerie

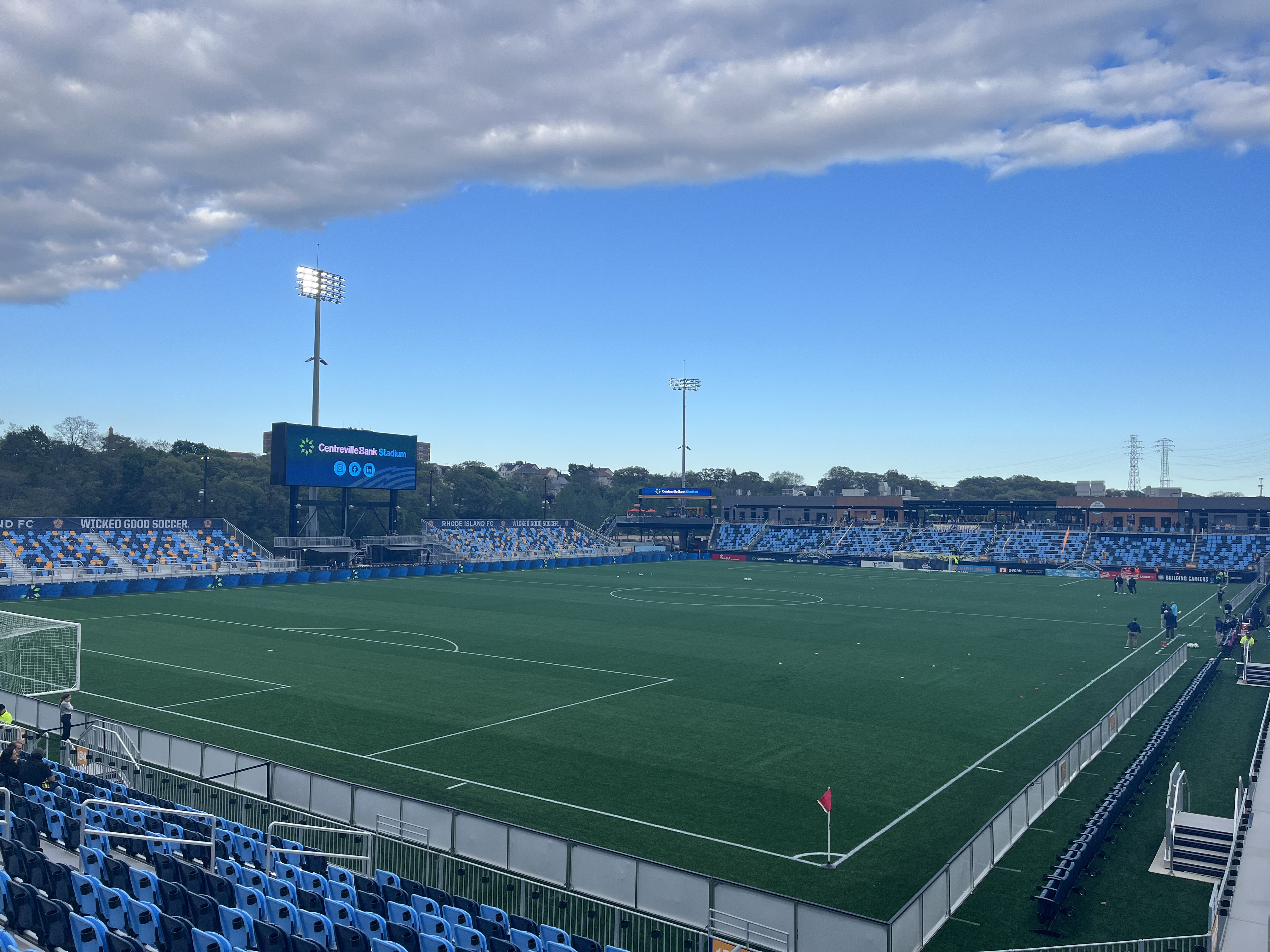
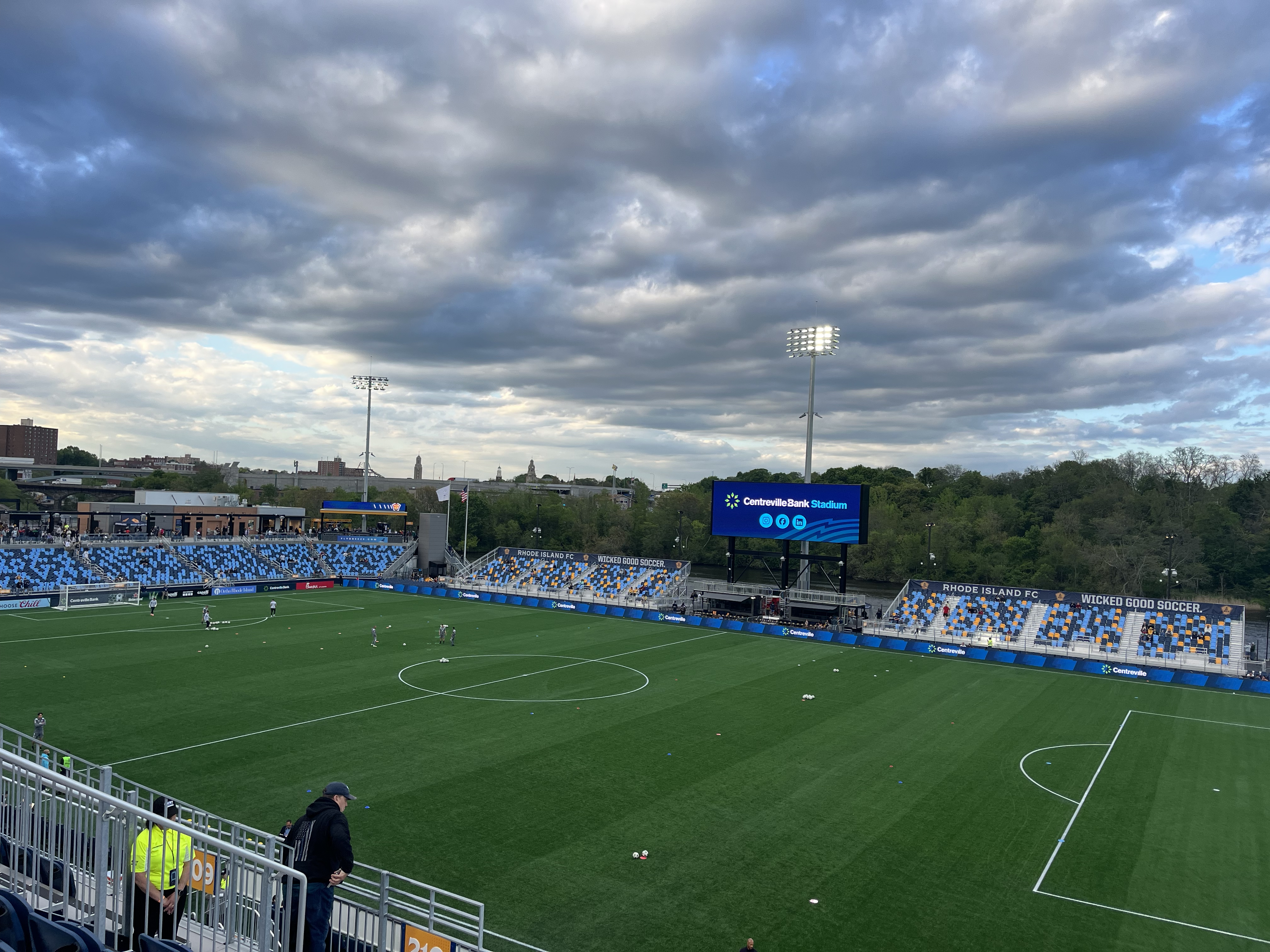
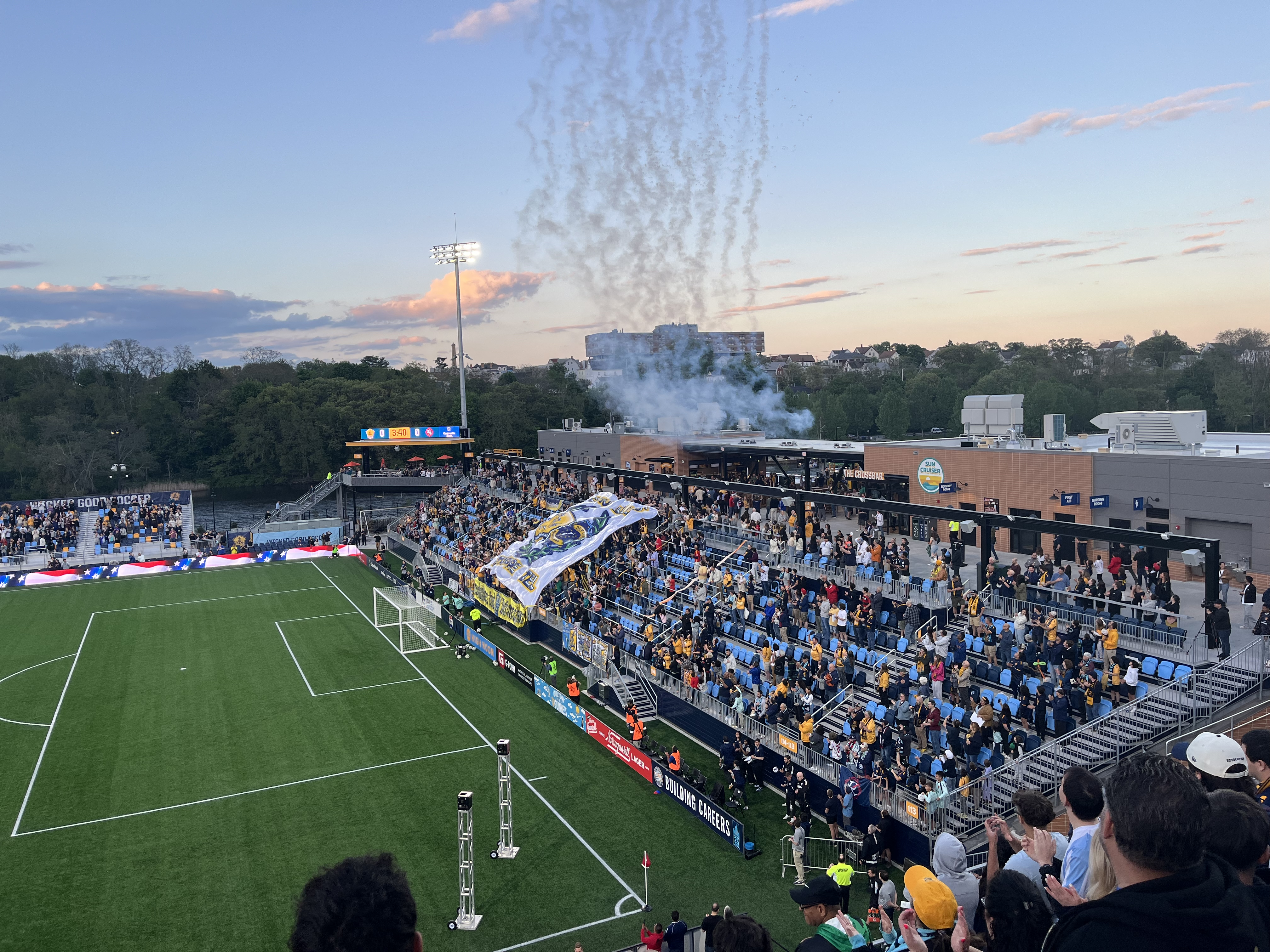